# Еполетник червоноплечий
Еполетник червоноплечий (Agelaius phoeniceus) — вид птахів ряду горобцеподібних родини трупіалових, поширений на більшій частині території Північної і Центральної Америки. Він поширений від Аляски і Ньюфаундленду на півночі до Флориди, узбережжя Мексиканської затоки, Мексики і Гватемали на півдні, з ізольованою популяцією в західному Сальвадорі, північно-західному Гондурасі та північно-західній Коста-Риці. Він може зимувати на півночі, у Пенсільванії і Британській Колумбії, але північні популяції є загалом перелітні, і звичайно перелітають у Мексику і південь США.